# داني بيريز
داني بيريز (بالإنجليزية: Danny Perez)‏ هو لاعب كرة قاعدة أمريكي، ولد في 26 فبراير 1971 في إل باسو في الولايات المتحدة.